# サイトウィナー
サイトウィナー (Sight Winner) はニュージーランドで生産され、香港ジョッキークラブに登録されていた競走馬。

## 経歴
※馬齢は香港表記とする。

### 2007年/2008年（4歳）
4歳にしてようやく競走馬デビュー戦を迎え、2007年11月のパナソニックルミックスハンデキャップにフェリックス・コーツィーが騎乗してデビュー初戦で初勝利を挙げた。デビュー2戦目からはダグラス・ホワイトが主に騎乗し、マイル競走を中心に10走して4勝、2着3回、3着2回、5着1回と安定した成績を残してシーズンを終えて休養に入った。

### 2008年/2009年（5歳）
休養を終えて2008年10月に実戦復帰初戦の重賞競走初挑戦となったナショナルデイカップ（香港G3）は8着、続く一般競走も9着という結果に終わったが、11月のセンテナリーカップ（一般競走）をホワイトが騎乗して制し6勝目を挙げた。続くインターナショナルマイルトライアル（香港G2）では、エジプシャンラーに敗れて2着だったが、1番人気で3着となったグッドババに先着している。そして次走はG1競走初挑戦となる香港マイルに出走したが8着という結果に終わった。2009年は年明けから重賞戦線を走り、5走してクイーンズシルヴァージュビリーカップの4着が最高順位で目立った成績を残せずにいた。そんな中4月26日のチャンピオンズマイルにブレット・プレブルが初騎乗して出走することになったが、レース前は当時重賞競走の勝ち鞍もなく近走の成績も目立たないことから11頭中最低人気という評価だった。しかしレースでは、道中2番手でレースを進めて、ゴール前で逃げるエジプシャンラーを捕らえ、同馬をアタマ差で交わして1着となり重賞及びG1競走初勝利を挙げた。同時に2009年のブリーダーズカップ・マイルへの優先出走権を獲得した。その後アジアマイルチャレンジのボーナス獲得が懸かる安田記念に出走するため同じくサイズ厩舎に所属するアルマダと共に5月27日に初来日した。そして、6月7日の安田記念では道中中団からレースを進めるも、最後の直線で伸びを欠いて6着に敗れた。

### 2009年/2010年（6歳）
休養を終えて2009年10月のナショナルデイカップ（香港G3）から復帰したが6着、続く沙田トロフィー（香港G3）では8着と不本意な結果が続いた。11月のインターナショナルマイルトライアル（香港G2）では2年連続で2着となるも、本番の香港マイルでは見せ場なく11着と大敗を喫した。その後、7戦するがいずれも未勝利だった。

### 2010年/2011年（7歳）
休養を終えて2010年10月の沙田トロフィー（香港G3）から復帰したが13着、続くジョッキークラブマイルでは6着、12月の香港マイルでは7着、1月のスチュワーズカップは8着、2月の香港ゴールドカップは7着と惨敗が続いた。その後、チェアマンズトロフィーでは3着と好走するも、チャンピオンズマイルではエクステンションの7着に敗れた。5月のATVカップを制し8勝目を挙げ、6月のハッピーヴァレーヴァーズでは3着となる。

### 2011年/2012年（8歳）
5戦するがいずれも未勝利となり、その後現役を引退した。

## 競走成績
| 年月日 | 年月日 | 年月日 | 競馬場         | 競走名                                  | 格     | 頭 数 | 馬 番 | ゲート 番 | オッズ （人気） | 着順 | 騎手         | 斤 量 | 距離（馬場）  | タイム （上3F） | 着差   | 勝ち馬/（2着馬）           |
| 2007   | 11.    | 3      | 沙田           | パナソニックルミックスH                 |        | 14    | 7     | 14        | 15.0（6人）     | 1着  | F.コーツィー | 56    | 芝1400m（良） | 1:21.9          | クビ   | （マリアチ）               |
|        | 11.    | 17     | 沙田           | シャロワンH                             |        | 14    | 6     | 3         | 1.7（1人）      | 2着  | D.ホワイト   | 59    | 芝1400m（良） | 1:22.3          | 1.1/4  | ナチュラルファッチョイ     |
|        | 12.    | 23     | 沙田           | シーガルH                               |        | 14    | 2     | 13        | 2.4（1人）      | 1着  | D.ホワイト   | 60.5  | 芝1600m（良） | 1:36.1          | 3      | （スピリットオブロパン）   |
| 2008   | 2.     | 9      | 沙田           | グッドフォーチュンH                     |        | 13    | 8     | 7         | 1.6（1人）      | 1着  | D.ホワイト   | 56    | 芝1600m（良） | 1:36.0          | アタマ | （メリフルアス）           |
|        | 3.     | 1      | 沙田           | フレンドシップブリッジH                 |        | 13    | 1     | 6         | 1.8（1人）      | 1着  | F.コーツィー | 60    | 芝1600m（良） | 1:35.2          | 1.1/2  | （ウェイトフォーミー）     |
|        | 3.     | 9      | 沙田           | チャイワンH                             |        | 10    | 11    | 3         | 1.8（1人）      | 2着  | D.ホワイト   | 52    | 芝1600m（良） | 1:35.8          | 3/4    | ヘレンブリリアント         |
|        | 3.     | 30     | 沙田           | トロハーバーH                           |        | 14    | 4     | 2         | 1.9（1人）      | 1着  | D.ホワイト   | 55.5  | 芝1600m（良） | 1:34.0          | 1.1/4  | （フライングタマリ）       |
|        | 4.     | 27     | 沙田           | オーデマピゲロイヤルオークH             |        | 14    | 2     | 14        | 2.3（1人）      | 5着  | D.ホワイト   | 59.5  | 芝1600m（良） | 1:35.1          | 1.3/4  | スーパートラベラー         |
|        | 5.     | 18     | 沙田           | ヘルシーダイニングジオーガニックウェイH |        | 13    | 3     | 8         | 2.2（1人）      | 2着  | D.ホワイト   | 59.5  | 芝1600m（良） | 1:35.7          | クビ   | カリゾクリーク             |
|        | 6.     | 8      | 沙田           | チェッキンH                             |        | 14    | 3     | 12        | 8.7（4人）      | 3着  | K.ユン       | 56    | 芝1800m（稍） | 1:49.3          | 1.1/4  | フェローシップ             |
|        | 7.     | 1      | 沙田           | シャティンMT                            |        | 13    | 10    | 9         | 3.1（1人）      | 3着  | D.ホワイト   | 54    | 芝1600m（稍） | 1:35.0          | 1.1/4  | エクセレントボーイ         |
|        | 9.     | 21     | 沙田           | スコールC                               |        | 13    | 10    |           | -.-（-人）      | 取消 | D.ホワイト   | 54.8  | 芝1600m（良） | -:--.-          | -      | エジプシャンラー           |
|        | 10.    | 1      | 沙田           | ナショナルデイC                         | HKG-G3 | 14    | 7     | 13        | 14.0（6人）     | 8着  | K.チュイ     | 50    | 芝1400m（良） | 1:21.7          | 3.1/2  | フェローシップ             |
|        | 10.    | 19     | ハッピーバレー | アーセナルH                             |        | 12    | 4     | 10        | 6.5（3人）      | 9着  | D.ホワイト   | 58.5  | 芝1650m（良） | 1:42.4          | 4      | オペレーションシークレット |
|        | 11.    | 4      | ハッピーバレー | ポウルンクセンテナリーC                 |        | 12    | 1     | 6         | 6.2（4人）      | 1着  | D.ホワイト   | 60.5  | 芝1800m（良） | 1:50.5          | 2      | （アンビシャスジェネラル） |
|        | 11.    | 23     | 沙田           | 国際Mトライアル                         | HKG-G2 | 8     | 7     | 7         | 9.5（4人）      | 2着  | D.ホワイト   | 56    | ダ1600m（良） | 1:33.8          | 4      | エジプシャンラー           |
|        | 12.    | 14     | 沙田           | 香港カップ                              | G1     | 14    | 12    | 3         | 22.0（5人）     | 8着  | D.ホワイト   | 57    | 芝2000m（良） | 2:02.1          | 8      | イーグルマウンテン         |
| 2009   | 1.     | 24     | 沙田           | 香港スチュワーズカップ                  | HKG-G1 | 12    | 11    | 4         | 35.0（5人）     | 6着  | G.モッセ     | 57    | 芝1600m（良） | 1:34.0          | 5      | グッドババ                 |
|        | 2.     | 8      | 沙田           | ジェブセンセンテナリーV                 | HKG-G3 | 12    | 3     | 11        | 4.4（2人）      | 5着  | D.ホワイト   | 56    | 芝1800m（良） | 1:47.6          | 3      | アイシャル                 |
|        | 2.     | 22     | 沙田           | 香港ゴールドカップ                      | HKG-G1 | 8     | 5     | 5         | 15.0（5人）     | 6着  | G.モッセ     | 57    | 芝2000m（良） | 2:05.2          | 4      | ビバパタカ                 |
|        | 3.     | 15     | 沙田           | クイーンズシルヴァージュビリーC         | HKG-G1 | 13    | 13    | 4         | 99.0（13人）    | 4着  | B.ドイル     | 57    | 芝1400m（良） | 1:21.6          | 4      | エジプシャンラー           |
|        | 4.     | 5      | 沙田           | チェアマンズトロフィー                  | HKG-G2 | 12    | 8     | 3         | 23.0（8人）     | 5着  | K.ユン       | 56    | 芝1600m（良） | 1:34.0          | 2.1/2  | モアバウンティフル         |
|        | 4.     | 26     | 沙田           | チャンピオンズマイル                    | G1     | 11    | 9     | 9         | 65.0（11人）    | 1着  | B.プレブル   | 57    | 芝1600m（稍） | 1:34.9          | アタマ | （エジプシャンラー）       |
|        | 6.     | 7      | 東京           | 安田記念                                | GI     | 18    | 18    | 18        | （9人）         | 6着  | B.プレブル   | 58    | 芝1600m（良） | 1:34.2          | 0.7秒  | ウオッカ                   |

※香港の地元グループ制競走については国際セリ名簿基準書における国際格付けではないためHKG-Gと表記（競馬の競走格付けを参照）。

### シーズン別競走成績
- 2007年/2008年（4歳） 11戦5勝
- 2008年/2009年（5歳） 12戦2勝
  - 1着 チャンピオンズマイル (G1)
  - 2着 インターナショナルマイルトライアル（香港G2）
- 2009年/2010年（6歳）11戦0勝
  - 2着 インターナショナルマイルトライアル（香港G2）
- 2010年/2011年（7歳）12戦1勝
- 2011年/2012年（8歳）5戦0勝

## 血統表
| サイトウィナーの血統ミスタープロスペクター系 / 5代内アウトブリード | サイトウィナーの血統ミスタープロスペクター系 / 5代内アウトブリード | サイトウィナーの血統ミスタープロスペクター系 / 5代内アウトブリード | （血統表の出典）  | （血統表の出典）  |
| 父 Faltaat 1990 鹿毛                                               | 父の父Mr. Prospector 1970 鹿毛                                     | Raise a Native                                                     | Native Dancer     | Native Dancer     |
| 父 Faltaat 1990 鹿毛                                               | 父の父Mr. Prospector 1970 鹿毛                                     | Raise a Native                                                     | Raise You         |                   |
| 父 Faltaat 1990 鹿毛                                               | 父の父Mr. Prospector 1970 鹿毛                                     | Gold Digger                                                        | Nashua            | Nashua            |
| 父 Faltaat 1990 鹿毛                                               | 父の父Mr. Prospector 1970 鹿毛                                     | Gold Digger                                                        | Sequence          |                   |
| 父 Faltaat 1990 鹿毛                                               | 父の母Epitome 1985 黒鹿毛                                          | Summing                                                            | Verbatim          | Verbatim          |
| 父 Faltaat 1990 鹿毛                                               | 父の母Epitome 1985 黒鹿毛                                          | Summing                                                            | Sumatra           |                   |
| 父 Faltaat 1990 鹿毛                                               | 父の母Epitome 1985 黒鹿毛                                          | Honest and True                                                    | Mr.Leader         | Mr.Leader         |
| 父 Faltaat 1990 鹿毛                                               | 父の母Epitome 1985 黒鹿毛                                          | Honest and True                                                    | Tell Meno Lies    |                   |
| 母 Kinjinette 1996 鹿毛                                            | 母の父Kinjite 1988 青鹿毛                                          | Centaine                                                           | Century           | Century           |
| 母 Kinjinette 1996 鹿毛                                            | 母の父Kinjite 1988 青鹿毛                                          | Centaine                                                           | Rainbeam          |                   |
| 母 Kinjinette 1996 鹿毛                                            | 母の父Kinjite 1988 青鹿毛                                          | Pilmuir                                                            | Super Gray        | Super Gray        |
| 母 Kinjinette 1996 鹿毛                                            | 母の父Kinjite 1988 青鹿毛                                          | Pilmuir                                                            | Wenona Girl       |                   |
| 母 Kinjinette 1996 鹿毛                                            | 母の母Duanette's Girl 1980 鹿毛                                    | Balmerino                                                          | Trictrac          | Trictrac          |
| 母 Kinjinette 1996 鹿毛                                            | 母の母Duanette's Girl 1980 鹿毛                                    | Balmerino                                                          | Dulcie            |                   |
| 母 Kinjinette 1996 鹿毛                                            | 母の母Duanette's Girl 1980 鹿毛                                    | Sacaya                                                             | Sovereign Edition | Sovereign Edition |
| 母 Kinjinette 1996 鹿毛                                            | 母の母Duanette's Girl 1980 鹿毛                                    | Sacaya                                                             | Pacaya F-No.11-d  |                   |